# Hasamakal, Sindhnur
Hasamakal là một làng thuộc tehsil Sindhnur, huyện Raichur, bang Karnataka, Ấn Độ.